# Seminari Rabínic d'Amèrica
El Seminari Rabínic d'Amèrica (en anglès nord-americà: Rabbinical Seminary of America) (RSA), també anomenat Yeshivas Chofetz Chaim, és una xarxa d'acadèmies talmúdiques lituanes, basades principalment a Amèrica del Nord, i a l'Estat d'Israel. La seva seu central es troba al barri de Kew Gardens Hills, a Queens, Nova York, Estats Units. El seminari és anomenat Chofetz Chaim, com l'obra del Rabí Israel Meir Kegan. El seminari té una xarxa d'escoles talmúdiques afiliades, i te branques als Estats Units, Canadà, i a l'Estat d'Israel.

## Història
La ieixivà Chofetz Chaim va ser establerta el 1933 pel Rabí Dovid Leibowitz, un renebot del Chofetz Chaim. El Rabí Leibowitz era un deixeble del Rabí Nosson Tzvi Finkel, i també havia estudiat amb el Rabí Naftoli Trop, i amb el Chofetz Chaim, a la Ieixivà de Radun. Actualment Radun es troba a Belarús, encara que anteriorment havia format part de Polònia. La nova ieixivà va ser anomenada com el Rabí Israel Meir Kegan. El nom Chofetz Chaim significa: "el cercador de la vida" o "el que desitja la vida", en hebreu. El llibre se centra en les lleis religioses jueves relacionades amb la parla correcta.
El primer edifici de la ieixivà estava a Williamsburg, Brooklyn. Al desembre de 1955 la ieixivà es va mudar a Forest Hills, a Queens, i a principis de l'any acadèmic 2003, a Kew Gardens Hills, al barri de Queens també. Després de la defunció del seu fundador al desembre de 1941, la ieixivà va ser dirigida i desenvolupada pel seu fill, el Rabí Henoch Leibowitz. Actualment, la ieixivà és liderada per dues dels seus deixebles més propers, el Rabí Dovid Harris, i el Rabí Akiva Grunblatt.
El Seminari Rabínic d'Amèrica, té una escola secundària per a nois (High school), i un seminari rabínic de formació, que ofereix l'ordenació rabínica (semicha). Els estudiants rabínics del seminari, sovint passen una dècada o més a la ieixivà, estudiant un pla d'estudis tradicional, que se centra principalment en l'aprenentatge del Talmud, el Musar (ètica), i la Halacà (Llei jueva).

## Característiques
Hi ha 6 característiques primàries que distingeixen a la Ieixivà Chofetz Chaim de Queens de les altres ieixives.
1) Un èmfasi en els processos latents del raonament seguint els passos del mètode talmúdic. El mètode està basat en que les interpretacions del Talmud han de ser molt rigoroses, i que el pensament inicial (hava aminah) i la conclusió final (maskana), han de ser desenvolupades, i plenament enteses d'una manera apropiada.
2) Una aproximació a l'ètica, els textos bíblics, i als seus comentaris, mentre que les altres ieixives tendeixen a aproximar-se a aquest gènere, generalment mitjançant l'estudi dels textos legals i talmúdics solament. La ieixivà promou la idea que la interpretació d'aquests textos ha de ser lògica i correcta. Aquesta aproximació dona com a resultat un discurs convincent, ben fonamentat en la Torà.
3) L'estudi del Musar (ètica), atenent i revisant les lliçons setmanals, i mitjançant l'estudi diari individual dels textos del musar. El Rabí Dovid Leibowitz va fundar la Ieixivà Chofetz Chaim seguint els passos del seu Rebe, l'Alter de Slabodka, i del Rabí Yisroel Salanter, el fundador del moviment del musar. Mitjançant l'estudi del musar, una persona pot millorar el seu caràcter, incrementant el seu nivell de consciència i auto-control. El Rabí Henoch Leibowitz, recordava contínuament als seus estudiants que és important convertir-se en un erudit, i en un gran pedagog, però és encara més important ser una bona persona.
4) Un èmfasi en propagar els ideals i els valors del judaisme ortodox. Després de completar els seus estudis, s'anima als estudiants a cercar una ocupació en el camp de l'educació jueva, a les institucions educatives. Milers d'exalumnes han esdevingut professors de religió, rabins a sinagogues, coordinadors d'estudis, líders comunitaris, i membres d'organitzacions jueves.
5) El significat i la completa submissió al concepte del Daas Torah, tal com el defineix Leibowitz a la introducció de la seva obra Chidushei Halev, així com en els seus nombrosos discursos públics sobre ètica. Aquest és el concepte de que tot està inclòs en la Torà, i la forma en què funciona la lògica de la Torà (és a dir, el raonament talmúdic) és la forma en què funciona la ment de Déu, per tant, un estudiant que ha dedicat anys de la seva vida a l'estudi del Talmud en profunditat, ha format la seva ment per pensar en termes talmúdics, i per tant, pot aplicar la lògica de la Torà a tot tipus de situacions.
6) El codi de vestimenta de la ieixivà és únic, ja que permet als estudiants portar camises de colors, en lloc de dur solament camises blanques, les quals són obligatòries a les altres ieixives lituanes. Això està en línia amb l'opinió del Rabí Leibowitz, qui va dir que una persona podia ser un estudiant de la Torà, fins i tot vestint una camisa de colors.

## Organitzacions afiliades[calcitació]
Les següents organitzacions i entitats educatives, estan afiliades amb el Seminari Rabínic d'Amèrica, més conegut com a Yeshivas Chofetz Chaim:

### Canadà

#### Columbia Britànica
- Pacific Torah Institute. Vancouver, Columbia Britànica.

### Estats Units

#### Califòrnia
- Valley Torah High School. Valley Village, Califòrnia.
- Yeshiva Chofetz Chaim of Los Angeles Ohr Chanoch. Los Angeles, Califòrnia.
- Yeshiva Ner Aryeh. Valley Village, California.

#### Florida
- Orlando Torah Academy. Orlando, Florida.
- Orlando Torah Center. Orlando, Florida.
- Torah Academy of Boca Raton. Boca Raton, Florida.
- Yeshiva Tiferes Torah of Boca Raton. Boca Raton, Florida.

#### Missouri
- Missouri Torah Institute. Chesterfield, Missouri.

#### Nevada
- Mesivta of Las Vegas. Las Vegas, Nevada.

#### Nova Jersey
- Foxman Torah Institute. Cherry Hill, Nova Jersey.

#### Nova York (Estat)
- Kollel Ner Dovid. Flushing, Queens. Ciutat de Nova York.
- Mesivta Tiferet Torah. Kew Gardens Hills, Queens. Ciutat de Nova York.
- Yeshiva Chofetz Chaim, Queens. Ciutat de Nova York.

#### Texas
- Texas Torah Institute. Dallas, Texas.

#### Washington (Estat)
- Torah Academy of the Pacific Northwest. Seattle. Estat de Washington.

#### Wisconsin
- Wisconsin Institute for Torah Study. Milwaukee, Wisconsin.

### Israel

#### Jerusalem
- Yeshiva Chofetz Chaim. Sanedria Murhevet. Jerusalem, Israel.